# Пиявице (Вишеград)
Пиявице (серб. Пијавице / Pijavice) — село в общине Вишеград Республики Сербской Боснии и Герцеговины. Население составляет 20 человек по переписи 2013 года.